# 12490 Leiden
12490 Leiden eller 1997 JB13 är en asteroid i huvudbältet som upptäcktes den 3 maj 1997 av den belgiske astronomen Eric W. Elst vid La Silla-observatoriet. Den är uppkallad efter den nederländska staden Leiden.